# Lee Pace
Lee Pace (født 25. marts 1979) er en amerikansk Golden Globe og Emmy nomineret skuespiller i film, tv og teater, bedst kendt for hans roller i The Fall og tv-serien Pushing Daisies. Han har desuden en rolle i Peter Jacksons filmatisering af Hobbitten som elverkongen Thranduil. Til dato har han medvirket i 16 spillefilm, hvoraf syv af dem har været udgivet i danske biografer. Senest blev han set i Steven Spielbergs storfilm Lincoln, som Fernando Wood. Filmen modtog 12 Oscar-nomineringer, og blev herhjemme set af 100.000 biografgængere.

## Filmografi

### Film
- Captain Marvel (2019)
- Hobbitten: Femhæreslaget (2014)
- Guardians of the Galaxy (2014)
- Hobbitten: Dragen Smaugs ødemark (2013)
- Hobbitten: En uventet rejse (2012)
- The Twilight Saga: Breaking Dawn - Part 2 (2012)
- 30 Beats (2012)
- Lincoln (2012) (Dansk udgivelse i 2013)
- The Resident (2011)
- The Wedding Ceremony (2011)
- Marmaduke (2010)
- Possession (2010)
- A Single Man (2009) (Dansk udgivelse i 2010)
- Miss Pettigrews Fantastiske Forvandling (Org. titel: Miss Pettigrew Lives for a Day) (2008)
- The Fall (2008)
- Berygtet (Org. titel: Infamous) (2006) (Dansk udgivelse i 2007)
- The Good Shepherd (2006) (Dansk udgivelse i 2007)
- The White Countess (2005)
- Soldier's Girl (2003)

### Tv
- Halt and Catch Fire (2014- )